# Aljassa annulipes
Aljassa annulipes là một loài nhện trong họ Anyphaenidae. Chúng được Lodovico di Caporiacco miêu tả năm 1955.